# Rusko-turecká válka (1735–1739)
Rusko-turecká válka (označovaná též jako rusko-rakousko-turecká válka) v letech 1735–1739 byla pátou ze série válek mezi Ruským impériem a Osmanskou říší. 
Byla vyprovokována osmansko-perskou válkou, která trvala od roku 1730 do roku 1735. Tu vedla Osmanská říše s perskou dynastií Afšárovců a v jejím průběhu došlo k nájezdům krymských Tatarů na ruské území. Následná válka mezi Ruskem a Osmanskou říší byla vedena také ve znamení neustálé snahy Ruska o zajištění přístupu k Černému moři.
V roce 1737 se na ruské straně zapojilo do války Rakousko, čímž začala Rakousko-turecká válka 1737–1739. Tento krok však Vídni nepřinesl žádný prospěch, naopak po sérii porážek Rakousko přistoupilo na potupný mír, kterým vrátilo Turkům část území získaných roku 1718, konkrétně zábor v Srbsku včetně Bělehradu (kde byl mír 21. 8. 1739 podepsán) a Malé Valašsko. Rakousko-turecká hranice tak byla stanovena na linii Sáva–Dunaj–Karpaty.
Carská vojska byla na bojišti podstatně úspěšnější a vstoupila až do Moldávie, ale rakouské odpadnutí a obavy z osmanských spojenců, zejména Švédů, je vedly k uzavření míru v Niši (29. 9. 1739). Válka nakonec přinesla Rusku jen zisk pevnosti Azov a upevnění pozice v Záporoží. Petrohrad se zavázal demilitarizovat pobřeží Azovského moře a nevysílat své lodě do Černého moře.